# Госи (Лука)
Госи је насеље у Италији у округу Лука, региону Тоскана.
Према процени из 2011. у насељу је живело 390 становника. Насеље се налази на надморској висини од 28 м.